# Перацета (Беневенто)
Перацета је насеље у Италији у округу Беневенто, региону Кампанија.
Према процени из 2011. у насељу је живело 81 становника. Насеље се налази на надморској висини од 309 м.